# Matteo di Pacino
Matteo di Pacino (fl. 1359-1394) è stato un pittore italiano del Trecento, iscritto all'Arte dei Medici e Speziali dal 1359 e documentato fino al 1394.

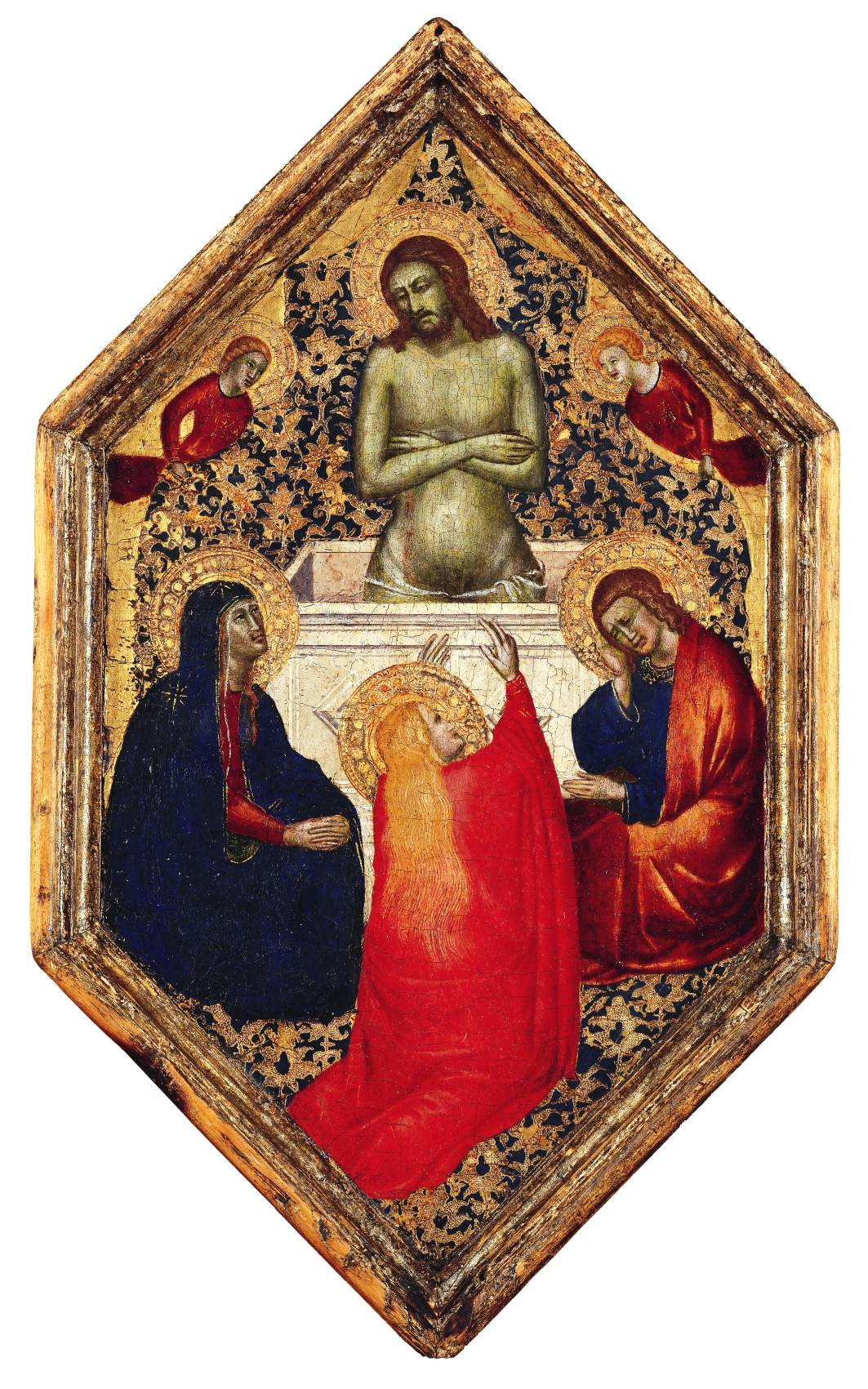
Cristo risorto tra la Vergine, Giovanni e la Maddalena, 1360, Lindenau-Museum

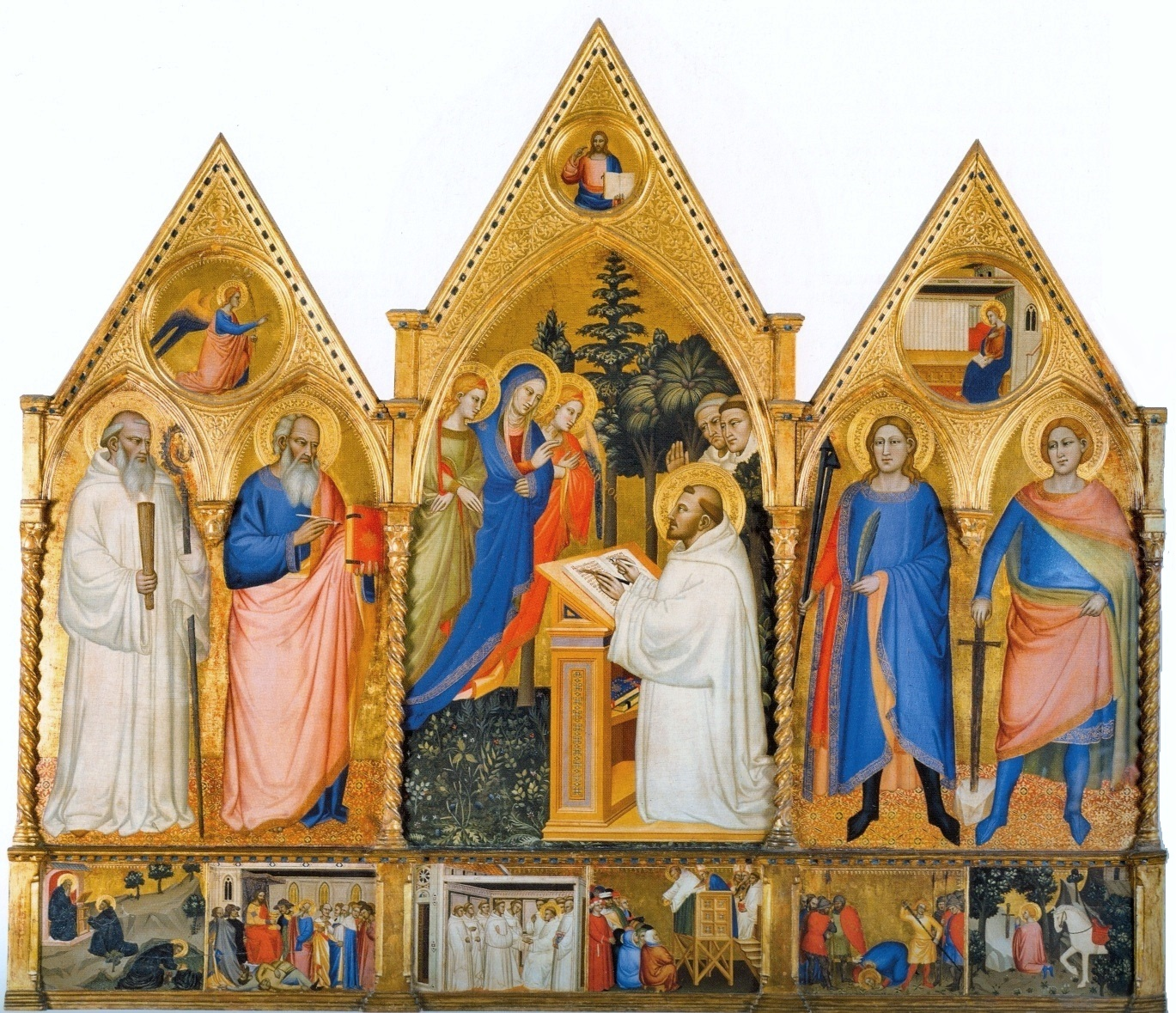
La Vergine appare a san Bernardo e santi ,ca. 1365, Gallerie dell'Accademia, Firenze

Secondo Luciano Bellosi, è lo stesso pittore conosciuto come "Maestro della Cappella Rinuccini", attivo a Firenze dal 1360 al 1374.

## Opere
Affreschi nella cappella Rinuccini nella Basilica di Santa Croce
Registro inferiore a sinistra
- Presentazione della Vergine al tempio
- Matrimonio della Vergine

Registro in basso a destra
- Risurrezione di Lazzaro
- Noli me tangere
- Principe di Marsiglia trova moglie e figli salvati dal santo

### Opere Attribuite al Maestro della Cappella Rinuccini e/o Matteo di Pacino
- La Vergine appare a san Bernardo, con san Benedetto, san Giovanni Evangelista, san Quintino e san Galgano;  Il Redentore e l'Annunciazione (nel registro superiore); Scene della vita dei santi (sulla predella) Gallerie dell'Accademia, Firenze
- Elemosina di sant'Antonio Abate (1370 circa)
- Cristo risorto con la Vergine, Giovanni e Maria Maddalena, c. 1360, Museo di Lindenau
- Madonna col Bambino in maestà con i santi, 1380–90, Metropolitan Museum di New York